# زامية كاملة الأوراق
الزامية كاملة الأوراق هو نبات من رتبة السيكاديات خشبي صغير وقوي واطن في جنوب شرق الولايات المتحدة (في إفلُرِدة وجُرجية) وجزر البَهامة وكوبة وجزر كَيمَن.